# Privina Glava
Privina Glava  (ćirilično: Привина Глава) je naselje u općini Šid u Srijemskom okrugu u Vojvodini.

## Stanovništvo
U naselju Privina Glava živi 221 stanovnik, od toga 189 punoljetnih stanovnika, a prosječna starost stanovništva iznosi 44,4 godina (43,4 kod muškaraca i 45,4 kod žena). U naselju ima 74   domaćinstava, a prosječan broj članova po domaćinstvu je 2,93.
| Etnički sastav 2002. |            |        |
| Narod                | Stanovnika | %      |
| Srbi                 | 201        | 90,95% |
| Rusini               | 7          | 3,16%  |
| Hrvati               | 4          | 1,80%  |
| Jugoslaveni          | 2          | 0,90%  |
| Mađari               | 2          | 0,90%  |
| ostali               | 3          | 1,35%  |
| nepoznato            | 2          | 0,90%  |

| broj stanovnika | 319   | 301   | 275   | 232   | 202   | 165   | 221   |
|                 | 1948. | 1953. | 1961. | 1971. | 1981. | 1991. | 2001. |

## Vanjske poveznice
- Položaj, vrijeme i udaljenosti naselja  Arhivirana inačica izvorne stranice od 1. svibnja 2008. (Wayback Machine)